# Henry Seymour Conway
Marechal-de-campo Henry Seymour Conway (Chelsea, c.1721 – 9 de julho de 1795) foi um General e político britânico, irmão do 1º marquês de Hertford e primo de Horace Walpole. Começou sua carreira militar na Guerra de Sucessão Austríaca e atingindo a patente de Marechal-de-campo em 1793. Conway era o segundo filho de Francis Seymour-Conway, 1º Barão de Conway (cujo irmão mais velho Popham Seymour-Conway recebei de herança o Condado de Conway) com sua terceira esposa, Charlotte (filha de John Shorter de Bybrook, Kent) .